# 錫韋爾斯克戰役
錫韋爾斯克戰役是2022年俄羅斯入侵烏克蘭中乌克兰东部攻势期间的一次军事交战，於7月3日开始，直至9月9日俄羅斯撤軍結束。從7月28日期，俄罗斯军队已停止对錫韋爾斯克及其周边地区的攻击，進一步阻止了他们在该地区的进攻。

## 背景

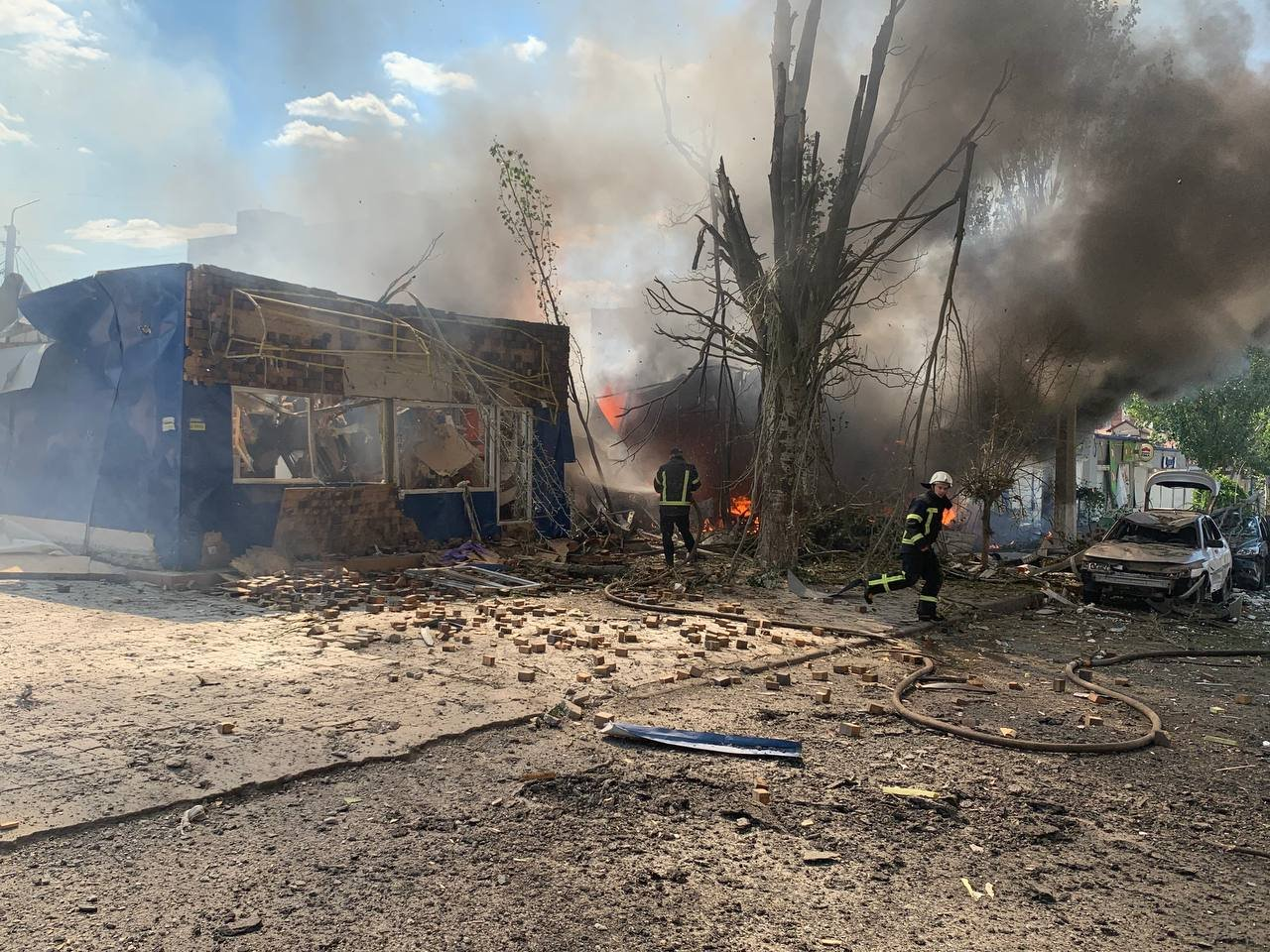
2022年7月16日，俄军向錫韋爾斯克进发，袭击巴赫穆特

6月25日，俄羅斯軍隊奪下了北頓涅茨克與周邊的小鎮。大约一萬名平民仍留在北頓涅茨克，約是战前的十分之一。此时，乌克兰国防部副部长批评當地平民在战鬥時通过社交媒體上分享军事信息，扰乱了烏克蘭軍隊的军事行动。
7月2日，俄軍在利西昌斯克戰役戰勝，並在翌日與盧甘斯克人民共和國一起，共同宣布完全控制卢甘斯克州。7月4日，《卫报》报道说，在卢甘斯克州沦陷后，俄軍将继续入侵邻近的顿涅茨克州，包括攻击斯洛維揚斯克和巴赫穆特。隨後，乌克兰总统泽连斯基的顾问阿列斯托维奇也承认，利西昌斯克有被俄軍攻占的危险。卢甘斯克州州长盖达伊形容俄軍對該城的襲擊為“野蛮战术”，並表示俄軍無視己方损失惨重，仍然“顽固地推进”。外部观察家指出，俄軍控制利西昌斯克，實現了俄罗斯占领整个卢甘斯克州的战略目标，是向占领顿巴斯地區的重要里程碑。当天，乌克兰总参谋部证实，烏方的部队已撤出利西昌斯克。乌克兰总统泽连斯基当天較晚也再次证实，更发誓：“隨著軍事援助增加，烏克蘭最终必重夺这座城市”。

## 战斗

### 俄方進攻
錫韋爾斯克市位于顿涅茨克州北部，在利西昌斯克以西30公里。7月3日，盧甘斯克人民共和國外交部宣布，他們向錫韋爾斯克進攻並開戰，而乌克兰和西方观察家卻否認。同日，俄军和卢甘斯克军占领了比洛霍里夫卡镇，从而抵达盧甘斯克州和顿涅茨克州的边界。7月4日，俄軍继续向錫韋爾斯克進攻。到7月6日，俄軍距離錫韋爾斯克僅15公里内，亦有向附近的村鎮進攻。三天后，俄軍和親俄武裝表示他们占领了一小镇，其後由英國國防部证实。

### 主要交戰
7月11日，俄軍到達了距離錫韋爾斯克仅几公里的範圍。翌日，俄軍試圖攻擊錫韋爾斯克以东的地區。乌克兰总参谋部声称，俄軍的攻擊以失敗告終，並因此承受了严重损失。
7月13日，俄媒塔斯社表示，頓涅茨克人民共和國已经占领了錫韋爾斯克的部分地区，與頓國总统普希林的聲明吻合。前親俄武裝指挥官基爾金更声称，該城完全沒有战鬥，而是俄軍在烏方撤退後控制。盧甘斯克人民共和國的内政部长助理也聲稱，俄羅斯和盧甘斯克人民共和國的部队，成功控制了錫韋爾斯克，並支持俄方记者的说法。可是，從乌克兰联合部队行动公布的镜头裏证实，俄軍在7月14日並没有占领錫韋爾斯克，与此主张矛盾。乌克兰总参谋部声称，俄軍在7月15日曾对該市发动過袭击和空袭，但被烏克蘭軍隊击退。
7月16日，俄罗斯国防部宣布，結束俄軍从7月4日开始的“行动暂停”。同日，俄軍继续向錫韋爾斯克进行小型的地面攻击。乌克兰总参谋部声称，俄軍正试图改善他们在周邊小鎮的战术阵地，但未能如愿。俄軍亦炮击了錫韋爾斯克及周围的村鎮，继续为控制该市而推進。7月17日，俄烏雙方的消息來源都有報道，證實錫韋爾斯克的周邊小鎮都正發生战斗，其中俄軍亦在該城進行了空中侦察。
7月18日，親俄武裝声称他们已在該城有“作战控制权”，並正在郊區戰鬥中。7月19日，俄烏雙方報道指，錫韋爾斯克的周邊村莊都爆發激烈的阵地战。俄罗斯国防部还声称，俄軍的反炮击行动，摧毁了烏軍在錫韋爾斯克及周邊地區的裝備中心。7月23日，俄軍在錫韋爾斯克以东进行地面攻击，试图直接向该市推进。乌克兰总参谋部报告稱，俄軍试图向錫韋爾斯克方向推进，但未能成功。俄罗斯国防部表示，俄方的反炮火力，集中地压制錫韋爾斯克以东的烏軍射击点，与烏方的報道一致。

### 俄方撤退
7月24日之后，戰場開始胶着，俄軍无法繼續推進。7月28日，俄軍没有在錫韋爾斯克與周邊地區進行地面攻勢，是自開戰以來首次。9月7日，烏軍的第80空降突擊旅和顿巴斯营據報道進一步擊退俄軍攻擊，把他們推至錫韋爾斯克以東約20公里外。9月9日，俄軍宣布从錫韋爾斯克撤军。

## 伤亡
7月22日，根據烏克蘭國土防禦部隊指挥官鲁斯兰·米罗什尼琴科（Ruslan Miroshnichenko），有四名烏軍外國志願者——两名美国人、一名加拿大人和一名瑞典人——在錫韋爾斯克附近的行動期間，被坦克开火打死。
顿涅茨克州军政府负责人报告称，有30名俄罗斯士兵在外围地区的突袭中丧生，还声称俄方的损失不断增加。
据一位高级頓涅茨克人民共和國官员称，自战斗开始以来，乌克兰的伤亡人数已超过25人死，至少100人受伤。他亦表示俄國及親俄武裝因有更多高精度多管火箭发射器，而令對方損失慘重。

## 分析
7月20日，戰爭研究所表示，由于俄軍最近才完成攻佔整個卢甘斯克州，導致在錫韋爾斯克地区的軍力可能严重退化，令俄方寸步難行。俄軍在錫韋爾斯克和其他小村的戰鬥中，戰鬥力也不斷降低。还有報道指，俄軍正努力在較地廣人稀的範圍進攻。研究所的結論指，預計俄軍在頓巴斯的攻勢，會在未來的幾周時間達到高潮。
据戰爭研究所称，乌克兰总参谋部於7月23日的报告裏表示，俄軍可能正在从东部阵地向錫韋爾斯克郊区逼近。
7月28日，戰爭研究所表示，俄軍可能會淡化夺取錫韋爾斯克的目標，以便集中攻打巴赫穆特。研究所亦指，俄方一直努力在錫韋爾斯克的地區進攻，但自從7月初攻佔盧甘斯克州以來，並無任何具體進展。研究所的結論表明，俄軍的指挥可能会為了保持巴赫穆特地區的勢力，而牺牲對錫韋爾斯克的攻勢。
7月30日，烏克蘭總統泽连斯基下令顿涅茨克州的平民撤散。据烏方估计，在烏克蘭控制的頓涅茨克州裏面，目前仍有20-22萬平民居住。泽伦斯基表示，疏散是为了应对冬季時段，避免出現能源不足的問題。